# Unitat Nacional Russa
La Unitat Nacional Russa (UNR; transcrit Russkoe natsionalnoe edinstvo RNE) o Moviment patriòtic civil de tota Rússia "Unitat Nacional Russa" (rus: Всероссийское общественное патриотическое движение "Русское национальное единство") era un grup neonazi no registrat, irredentista amb seu a Rússia i que antigament operava en estats amb poblacions de parla russa. Va ser fundada l'any 1990 per l'ultranacionalista Alexander Barkashov. El moviment advocava per l'expulsió dels no russos i un paper més important per a les institucions tradicionals com l'Església Ortodoxa Russa. L'organització no estava registrada federalment a Rússia, però tanmateix va col·laborar de manera limitada amb el Servei Federal de Seguretat. El grup va ser prohibit a Moscou el 1999 després de la qual cosa el grup es va dividir gradualment en grups més petits i la seva pàgina web va desaparèixer el 2006.

## Ideologia, tàctiques i activitats
Promovent l'habitual noció feixista de "Rússia per als russos i compatriotes", els membres del partit (de vegades anomenats barkaxovites) avalaven polítiques que incloïen l'expulsió de minories, especialment jueus i migrants del Caucas del Sud, així com nacionalitats de l'Àsia central. La seva visió de Rússia es divideix en russos ètnics privilegiats, que tindrien una representació política majoritària garantida, i no russos que viuen a Rússia i hi tenen la seva pàtria nacional, incloses les poblacions indígenes de l'Extrem Orient rus, el nord, els turcs i d'altres minories.
Tradicionalment, els nous reclutes (storonniki, literalment "partidaris" o "col·laboradors") de l'organització han estat obligats a servir com a funcionaris de baix nivell a l'organització, actuant com a conductors i repartint fulletons, així com assistint a sessions d'instrucció sobre la filosofia i idees del grup, moltes de les quals es deriven d'un llibre escrit per Barkashov. A mesura que avançaven els membres, podien assolir el rang de spodvizhniki ("col·laboradors") i tenien dret a portar la insígnia i participar en l'entrenament paramilitar. Els membres més dedicats avancen a les files dels soratniki ("camarades d'armes"), que servien com a lideratge del grup.
Membres d'alguns grups locals de la UNR han estat condemnats per delictes greus, com el cas de Tver que va vandalitzar tombes jueves i musulmanes, van assassinar i agredir persones pertanyents a minories ètniques i van propagar l'odi racial, entre altres delictes.
Sobre Adolf Hitler, Barkashov va declarar: "Considero [Hitler] un gran heroi de la nació alemanya i de totes les races blanques. Va aconseguir inspirar a tota la nació a lluitar contra la degradació i el rentat dels valors nacionals." Independentment de la semblança de la UNR amb el nazisme, el fundador Barkashov va rebutjar les etiquetes de "feixista" i "nazi", però va admetre que era nacionalsocialista. El grup tenia entre 20.000 a 25.000 membres abans de la seva ruptura l'any 2000.

## Història
El 1989, Barkashov va ser el segon al comandament del Front Nacional-Patriòtic Rus Pamyat. El seu conflicte amb Dmitri Vasilyev va fer que Barkashov liderés, segons les seves paraules, "els membres més disciplinats i actius, insatisfets amb xerrades buides i acrobàcies teatrals, fora de Pamyat". Així, el moviment d'Unitat Nacional Russa va ser fundat el 16 d'octubre de 1990. Durant la posterior dècada, la UNR va créixer davant les dificultats econòmiques i socials a les quals s'enfrontaven els russos en el curs de la dissolució de la Unió Soviètica.
A mitjans de 1993, la UNR s'havia convertit en el moviment nacionalista rus més destacat, amb una àmplia xarxa de divisions regionals. A més de participar en l'acció política, va dur a terme exercicis militars i entrenament tàctic. Quan es va desenvolupar la crisi constitucional russa de 1993, la UNR va donar suport militant al parlament rus contra el president Boris Eltsin, participant en la defensa i el patrullatge de la Casa Blanca, residència del Consell Suprem de la Federació Russa, contra les tropes del president. Després de la victòria d'Ieltsin, la UNR va treballar il·legalment durant diversos mesos. Durant la clandestinitat, el moviment va continuar publicant el seu diari Ordre Rus.
El mateix any, l'organització es va registrar com "un club d'educació militar i patriòtica" i més tard va ser reconeguda pels funcionaris locals com "una unitat d'autoprotecció de persones voluntàries". Per ajudar a assolir els seus objectius, la UNR va desenvolupar un quadre de paramilitars armats, coneguts com Russian Vityazi, que van ser entrenats en l'ús d'armes petites i explosius.
El 15 d'octubre de 1995, 304 delegats de 37 divisions regionals van assistir a una conferència de la UNR a Moscou. El 1998, l'alcalde de Moscou, Yuri Luzhkov, amb el suport dels alts càrrecs governamentals, va prohibir que la segona conferència regional de la UNR se celebrés.
Finalment, el grup va ser prohibit a Moscou l'any 1999 i Barkashov va perdre el control del grup l'any 2000 després de la qual cosa el grup va desaparèixer progressivament.
Després de la prohibició del grup, els membres d'UNR eren sovint empresonats i l'organització es va dividir en diversos grups, que reclamaven l'herència del moviment. Els membres d'aquests nous grups, Alexander Barkashov, l'Exèrcit Ortodox Rus, i d'altres s'han implicat des d'aleshores en activitats religioses i en activisme prorus en el conflicte del Donbas. També donen suport a la invasió russa d'Ucraïna i van expressar la seva disposició a lluitar contra Ucraïna.